# Baltica (Kontinent)

Der Großkontinent Laurussia im Devon, bestehend aus den zuvor getrennten Kontinenten Laurentia, Baltica und Avalonia

Baltica, im Deutschen auch Baltika, war ein Kontinent in der Erdgeschichte, der im obersten Neoproterozoikum (ca. 570 bis 550 mya) entstand. Im Llandovery (ca. 440 bis 430 mya), dem älteren Abschnitt des Silurs, kollidierte er mit dem erdgeschichtlichen Kontinent Laurentia und wurde damit zu einem wesentlichen Bestandteil des erdgeschichtlichen Großkontinents Laurussia.

## Namensgebung
Baltica bestand aus Gebieten, die in der älteren geologischen Literatur auch als Fennosarmatia (zusammengesetzt aus Fenno für Finnland und Sarmatien) oder Fennoskandia, im älteren deutschen Sprachgebrauch auch als Ureuropa bezeichnet wurden.
Eine Autorengruppe um Alfred M. Ziegler schlug 1977 den Namen Baltica vor. Er fand rasch Eingang in die Literatur und verdrängte die älteren Begriffe Fennosarmatia, Fennoskandia und Ureuropa, die aber im Grunde auch keine Synonyme sind, da sie struktur- bzw. regionalgeologische Begriffe darstellen. Allerdings fand zum Beispiel im Falle Laurentias auch ein älterer strukturgeologischer Begriff für den erdgeschichtlichen Kontinent Verwendung.

## Geographische Ausdehnung

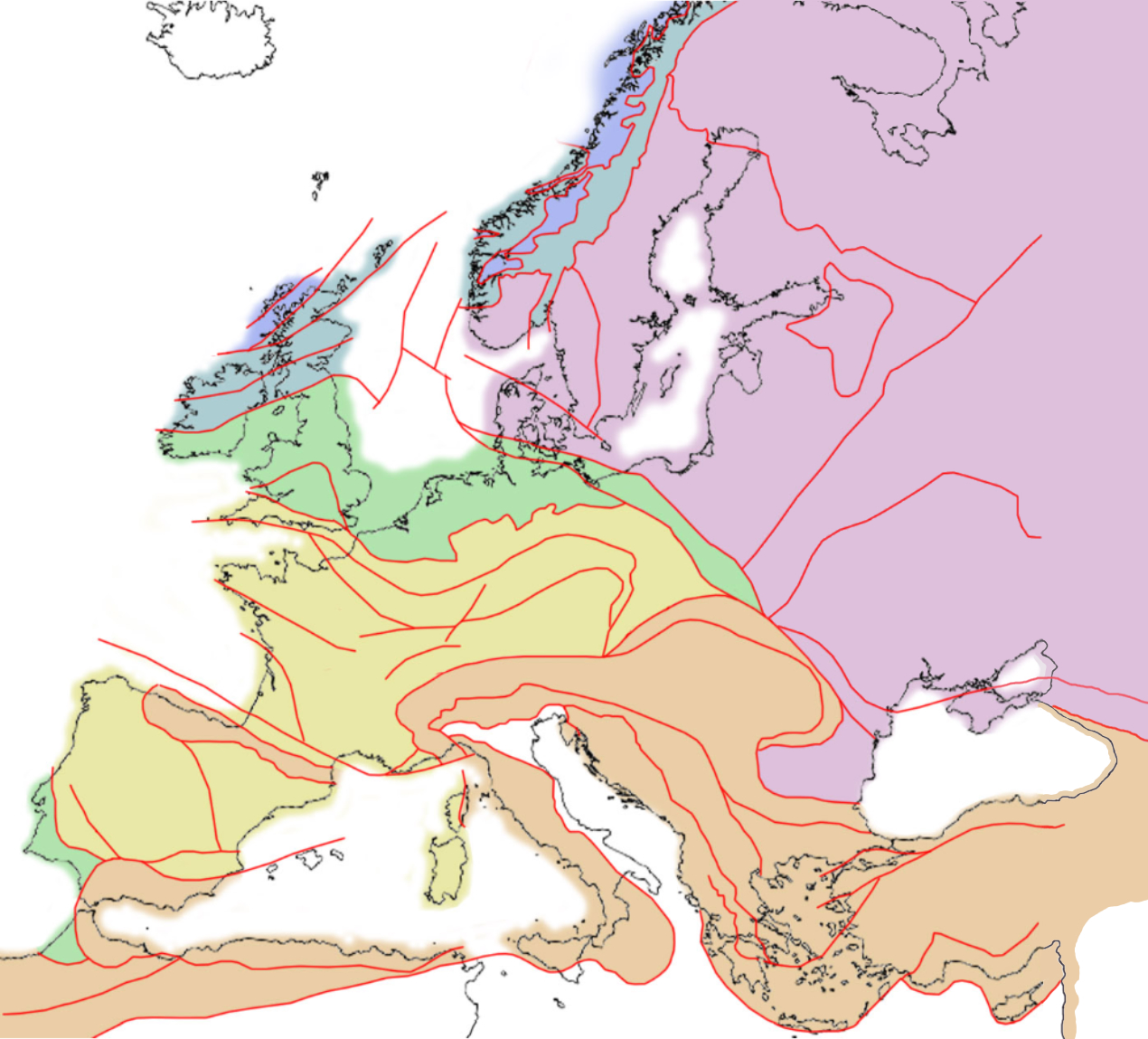
Schema der tektonischen Provinzen in Europa
Baltica
Laurentia, deformiert durch die Kaledonische Orogenese
Baltica, deformiert durch Kaledonische Orogenese
Avalonia
Gebiete deformiert durch die Variszische Orogenese
Gebiete deformiert durch die Alpidische Orogenese

Insgesamt umfasst das Gebiet, das einst den erdgeschichtlichen Kontinent Baltica bildete, etwa 8 Millionen km². Baltica bestand zur Zeit seiner maximalen Größe aus dem größten Teil von Nordeuropa und Osteuropa bis zum Ural.
Die Grenzen des erdgeschichtlichen Kontinents Baltica bestehen heute aus Geosuturen bzw. großen Störungen, die zum Teil erst durch sehr viel spätere tektonische Aktivitäten entstanden sind. Das heißt, die Grenzen Balticas, wie sie sich heute darstellen, sind gegenüber den ursprünglichen Grenzen zur Zeit der Existenz des erdgeschichtlichen Baltica stark verändert worden. Daher kann das erdgeschichtliche Baltica nur sehr grob anhand der heutigen Geografie beschrieben werden.
- Im kaledonisch gefalteten Westskandinavien verläuft die Grenze innerhalb des kaledonischen Deckenstapels.
- Im Nordosten gehörten der Timanrücken und der heute nach Norden anschließende Kontinentalschelf mit dem Spitzbergen-Archipel und dem Franz-Joseph-Land dazu. Diese Gebiete wurden während der eigenständigen Geschichte Balticas an den Kontinent angeschweißt.
- In Mitteleuropa wird die Westgrenze grob von der nordwest-südöstlich-verlaufenden Transeuropäischen Suturzone gebildet.
- Im Süden ist die Grenze noch weniger deutlich, da sie hier durch spätere Orogenesen mehrfach stark deformiert worden ist. Sie verläuft von der Transeuropäischen Suturzone, ausgehend etwa von Moldawien, nördlich des Schwarzen Meeres zum Ural.

## Geologischer Aufbau und frühe Geschichte
Baltica bestand bzw. besteht aus drei alten Kernen: Fennoskandia, Sarmatia und Wolgo–Uralia. Fennoskandia kann wiederum in zwei Teile untergliedert werden: einen archaischen Kern im Nordosten und eine südwestliche Zone mit proterozoischen Gesteinen, die 2.500 bis 1.700 mya alt sind.
Die Gneise der zum archaischen Kern gehörenden Halbinsel Kola sind mit 2.700 bis 3.500 ma die ältesten Gesteine Europas. Sie stammen möglicherweise aus dem ersten archaischen Superkontinent Ur. Nur wenige Gesteine der Erde sind noch älter (4.300 – 3.800 mya), so die Acasta-Gneise und der Nuvvuagittuq-Grünsteingürtel Kanadas oder die Isua-Gneise Grönlands.
Um 1.900 mya wurde Fennoskandia mit dem kurz zuvor vereinigten Wolgo-Uralia und Sarmatia verschmolzen. Um 1100 bis 1000 mya wurde das Gebiet ein Teil des Superkontinents Rodinia. Baltica wird erstmals fassbar, als vor etwa 800 Millionen Jahren der Superkontinent Rodinia zerbrach. Baltica hing vermutlich damals noch mit Laurentia zusammen und bildete mit ihm zusammen einen Großkontinent, einen Vorläufer des späteren Laurussia. Allerdings war Baltica gegenüber der später eingenommenen Position in Laurussia um 120° im Uhrzeigersinn gedreht.

## Baltica als eigenständiger erdgeschichtlicher Kontinent

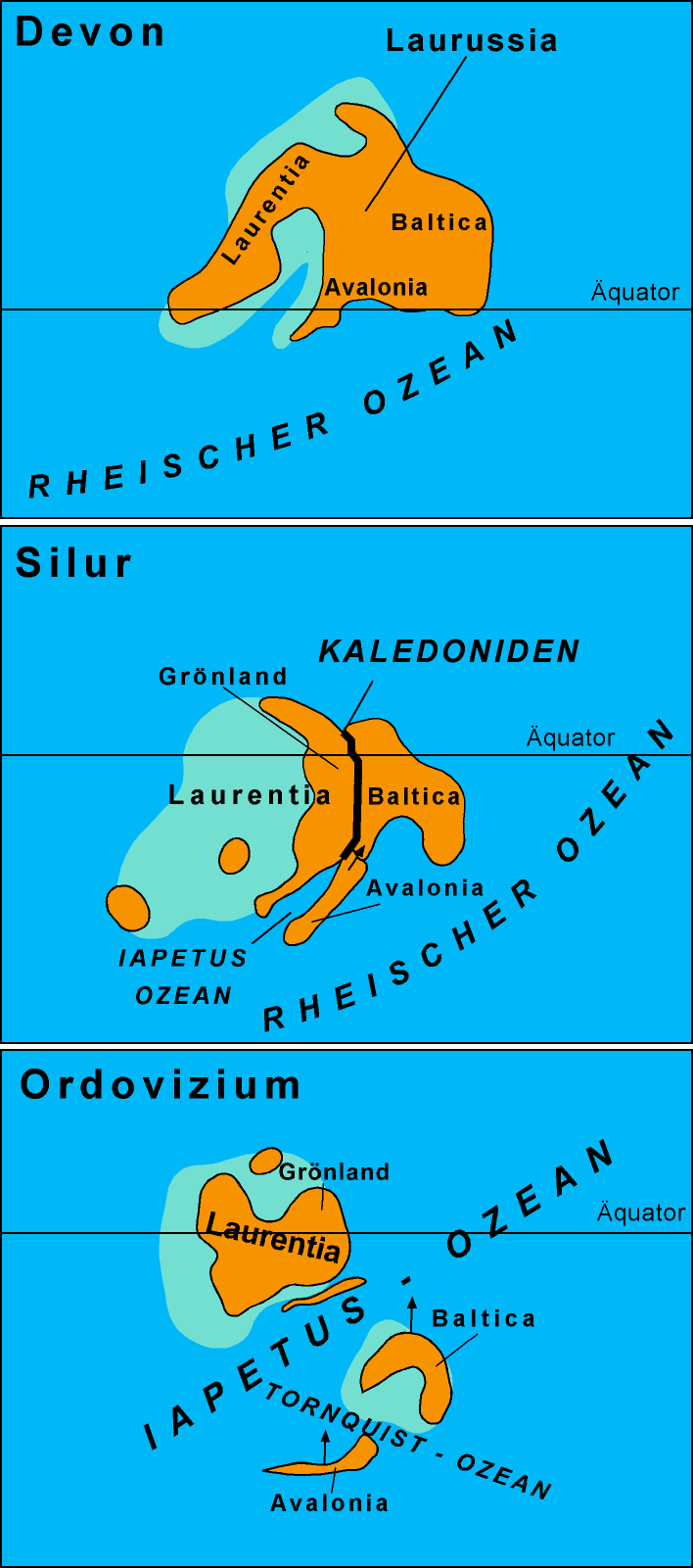
Paläogeographische Positionen von Laurentia, Baltica und Avalonia vom Ordovizium (unteres Bild) bis in das Devon (oberes Bild)

Vermutlich um 580 mya öffnete sich der Iapetus-Ozean zwischen dem kombinierten Laurentia/Baltica und Gondwana. Um 570 bis 550 mya wanderte das Spreading weiter nach Norden zwischen Laurentia und Baltica; so entstand der nördliche Teil des Iapetus-Ozean und Baltica war ein eigenständiger Kontinent geworden, der damals etwa zwischen 30° und 60° südlicher Breite lag.
Um 550 mya wurden verschiedene kleine Terrane an den heutigen Nordostrand Balticas angeschweißt und bildeten die Timaniden. Der Timanrücken liegt nördlich des Urals und ist der Rest dieser Gebirgsbildung. Zu diesen in dieser Zeit akkretierten Gebieten gehörte auch der Kontinentalschelf nördlich des Timangebirges bis Spitzbergen. Dieser Teil Balticas bildete zu dieser Zeit die Südostspitze Balticas, bedingt durch die spätere 120°-Rotation im Gegenuhrzeigersinn. Neoproterozoische Tillite, die in dieser Region gefunden wurden, stimmen gut mit einer Position in hohen südlichen Breiten überein.
Gondwana und Baltica waren durch einen relativ schmalen Ozean-Bereich getrennt, der von den Geologen Ebbe Hartz und Trond Helge Torsvik 2002 Ran-Ozean genannt wurde. Zwischen Baltica und Sibiria, das östlich von Baltica lag, hatte sich der Aegir-Ozean geöffnet. Der Nordrand Gondwanas, der damals von Avalonia und Armorica bzw. dem Hun-Superterran gebildet wurde, wurde zwischen 650 und 550 ma von der cadomischen Orogenese erfasst.
Noch im höchsten Ediacarium begann eine Transgression auf die Ränder Balticas. Das Relief scheint relativ eben gewesen zu sein. Die Faziesräume im Kambrium sind über große Entfernungen relativ einheitlich und ein großer Teil des Kontinents war von Flachmeeren bedeckt. Die Mächtigkeiten sind relativ gering und deuten auf geringe Sedimentanlieferung und damit wiederum auf ein geringes Relief im Hinterland hin. Im Oberen Kambrium wurde der heutige Nordwestrand von Baltica von der Finnmark-Orogenese (ca. 505 bis 500 mya) erfasst, die wahrscheinlich mit der Subduktion des Aegir-Ozeans in Verbindung steht. Im Kambrium begann auch die 120°-Rotation von Baltica im Gegenuhrzeigersinn.
Im Unterordovizium löste sich Avalonia vom Nordrand Gondwanas und driftete nach Norden auf Baltica zu, dabei öffnete sich der Rheische Ozean. Im oberen Ordovizium kollidierte Avalonia mit dem inzwischen in die heutige Position rotierten Baltica.
Im Laufe des Silur kollidierten Baltica/Avalonia schließlich mit Laurentia zum neuen Großkontinent Laurussia. In Europa bewirkte diese Kollision die Kaledonische Orogenese und in Nordamerika die Takonische Orogenese. Damit endete die Geschichte Balticas als eigenständiger Kontinent der Erdgeschichte.
Im Karbon kollidierte der Westteil Gondwanas mit Laurussia, im Unteren Perm kamen Sibiria und Laurussia zusammen und die eigentliche Pangaea war entstanden.